# Spergularia azorica
Spergularia azorica är en nejlikväxtart som först beskrevs av Nils Conrad Kindberg, och fick sitt nu gällande namn av Jacques Eugène Lebel. Spergularia azorica ingår i släktet rödnarvar, och familjen nejlikväxter. Inga underarter finns listade i Catalogue of Life.